# Slammiversary XII
Slammiversary XII è stata la decima edizione del pay-per-view prodotto dalla Total Nonstop Action Wrestling (TNA) e celebrazione del dodicesimo anniversario della federazione. L'evento si è svolto il 15 giugno 2014 al College Park Center di Arlington, in Texas.

## Background
Nell'edizione di Impact Wrestling dell'8 maggio, il TNA World Heavyweight Champion Eric Young e Bobby Roode si accordano per un rematch, salvo poi ricevere il rifiuto del Director of Operations MVP, che promette a Young un avversario per Slammiversary. Più tardi quella sera MVP attacca Young, rivelandosi come lo sfidante di Slammiversary e compiendo allo stesso tempo un turn heel. La settimana successiva Young sfida MVP in un match, ma quest'ultimo si fa squalificare quando Kenny King attacca il campione. Bobby Lashley, che inizialmente sembrava essere intervenuto in soccorso di Young, colpisce questi con una Spear, alleandosi così con MVP e King. Il 22 maggio questa nuova fazione spiega che se MVP avesse vinto il TNA World Heavyweight Championship avrebbe avuto il completo controllo sulla federazione. Intanto il gruppo comincia a prendersela anche con wrestler come Austin Aries e i Wolves (Davey Richards e Eddie Edwards). Il 29 maggio MVP e soci attaccano Bully Ray, con Young, Aries e i Wolves che accorrono in aiuto di quest'ultimo. Viene così sancito un six man tag team match tra MVP, Lashley e King contro i Wolves ed Aries, mentre nel main event Bully Ray è costretto ad affrontare l'amico Eric Young con Ethan Carter III come arbitro speciale. Il primo match viene vinto dal team di MVP, mentre il main event finisce in no contest quando Ray colpisce EC3 con un Big Boot. Dopo il match MVP, Lashley e King intervengono per attaccare Ray e Young, ma in loro soccorso interviene il rientrante Samoa Joe. Il 5 giugno Young, Ray, Joe e Aries sconfiggono MVP, Lashley, King e EC3 in un eight man tag team first blood match. Viene in seguito deciso che Austin Aries e Samoa Joe affronteranno rispettivamente Kenny King e Bobby Lashley a Slammiversary.
A Sacrifice 2014, Dixie Carter, travestita da operatore della produzione, interferisce nel tables match tra Bully Ray e Bobby Roode, facendo perdere il primo. Nella puntata di Impact Wrestling del 1º maggio Ray giura vendetta contro la Carter, promettendo di schinatarla contro un tavolo. Proprio mentre egli era in procinto di mettere in atto la propria vendetta, MVP interviene cacciando dall'arena sia Ray che Dixie. Nelle settimane successive Ray si reca a Nashville invadendo il quartier generale della TNA e la casa della Carter. Il 22 maggio mentre EC3 e Dixie Carter discutono con MVP delle sue azioni, vengono interrotti da Ray. Questi viene messo KO e schiantato contro un tavolo per mano di EC3, sancendo così il match per Slammiversary.
Il 1º maggio, poco dopo essere sfuggito ad uno scontro con Abyss, Magnus si prepara a lasciare l'arena quando incontra Bram, un suo amico d'infanzia, deciso a far riscoprire a Magnus il modo di vivere violento e spietato che conducevano in gioventù. Il 5 giugno Magnus perde contro Willow per squalifica quando Bram attacca quest'ultimo. Dopo settimane di tentennamenti, il 5 giugno Willow batte Bram per squalifica quando Magnus attacca l'alter ego di Jeff Hardy con un piede di porco.
Il 1º maggio James Storm attacca inavvertitamente Mr. Anderson mentre questi era impegnato in un match contro Gunner, costandogli la possibilità di competere per il titolo del mondo. La stessa sera Anderson rende pan per focaccia a Storm, attaccandolo durante il suo match contro Willow. Il 22 maggio Anderson sfida Storm ad una gara di bevute, barando, dal momento che le sue birre erano analcoliche, mentre quelle di Storm erano vere, finendo la gara in rissa.
Viene annunciato che i figli di Kevin Von Erich, Ross e Marshall, combatteranno il loro primo match televisivo contro degli avversari ancora da decidere.
L'11 giugno viene annunciato un six man ladder match valido per il TNA X Division Championship che vedrà protagonisti il campione Sanada, Manik, Tigre Uno, Crazzy Steve ed i TNA World Tag Team Champion Davey Richards e Eddie Edwards.
A Sacrifice, Angelina Love sconfigge Madison Rayne, laureandosi per la sesta volta TNA Konockouts Champion. Da lì in poi Angelina ha iniziato un feud con Gail Kim.
Il 13 giugno viene annunciato che MVP non potrà partecipare al PPV a causa di un infortunio al ginocchio, e che il match sarà un three way steel cage match tra Young, ed i vincitori dei match Austin Aries vs Kenny King e Samoa Joe vs Bobby Lashley.

## Risultati
| # | Match | Stipulazioni                                                                | Tempo |
| - | --- | --------------------------------------------------------------------------- | ----- |
| 1 | Sanada (c) ha sconfitto Manik, Tigre Uno, Crazzy Steve, Davey Richards ed Eddie Edwards                                 | Six-way ladder match per il titolo TNA X Division Championship              | 10:09 |
| 2 | Bobby Lashley ha sconfitto Samoa Joe                                                                                    | Single match, il vincitore parteciperà nel main event                       | 09:17 |
| 3 | Magnus (con Bram) ha sconfitto Willow (con Abyss)                                                                       | Single match                                                                | 10:10 |
| 4 | Austin Aries ha sconfitto Kenny King                                                                                    | Single match, il vincitore parteciperà nel main event                       | 10:07 |
| 5 | Von Erich 3G (Marshall e Ross) (con Kevin Von Erich) hanno sconfitto The BroMans (Jessie Godderz e DJ Z) per squalifica | Tag team match                                                              | 05:23 |
| 6 | Angelina Love (c) (con Velvet Sky) ha sconfitto Gail Kim                                                                | Single match per il titolo TNA Knockouts Championship                       | 06:50 |
| 7 | Ethan Carter III ha sconfitto Bully Ray                                                                                 | Texas Death match                                                           | 17:15 |
| 8 | Mr. Anderson ha sconfitto James Storm                                                                                   | Single match                                                                | 05:22 |
| 9 | Eric Young (c) ha sconfitto Austin Aries e Bobby Lashley                                                                | Three-way steel cage match per il titolo TNA World Heavyweight Championship | 12:18 |
|   | (c) = campione in carica al momento dell'inizio del match                                                               |                                                                             |       |